# Todtskota
Todtskota är en bergstopp i Antarktis. Den ligger i Östantarktis. Norge gör anspråk på området. Toppen på Todtskota är 1 760 meter över havet, eller 225 meter över den omgivande terrängen. Bredden vid basen är 8,0 km.
Terrängen runt Todtskota är platt åt nordost, men åt sydväst är den kuperad. Trakten är obefolkad. Det finns inga samhällen i närheten.